# التجمع الديمقراطي لجزر القمر
التجمع الديمقراطي لجزر القمر (بالفرنسية: Rassemblement Démocratique des Comores)‏ هو حزب سياسي في جزر القمر بقيادة مويني بركة، حاكم القمر الكبرى.

## التاريخ
تأسس الحزب في نوفمبر 2013.  في الانتخابات البرلمانية لعام 2015، فاز الحزب باثنين من المقاعد الـ 24 المنتخبة مباشرة؛  انتخبت هجيرة أوموري في إتساهيدي وأموري معمادي حسني في إتساندرا الشمالية. 

## روابط خارجية
- موقع الحزب باللغة الفرنسية